# AMD Radeon HD 6000 series
La AMD Radeon HD 6000 series, Northern Islands (precedentemente conosciuta come Southern Islands), ha debuttato il 22 ottobre 2010 con le radeon HD 6800. Questa è la prima famiglia di GPU ad essere commercializzata con il marchio AMD Radeon, dopo che il brand ATI Technologies viene dismesso il 30 agosto 2010.

## Dettagli
Dopo il ritardo accumulato da TSMC per l'iniziale problema dovuto alla resa produttiva dei wafer a 40nm e la crisi economica del 2009, la previsione per l'inizio della produzione di wafer a 28 nm è passata da fine 2010 a inizio 2011.

AMD ha così deciso di posticipare il rilascio delle proprie GPU, nome in codice Southern Islands da 28 nm, e di creare una soluzione a metà strada tra la serie Evergreen e la Southern Islands. Questa soluzione chiamata, appunto, Northern Islands è quindi un chip ibrido a 40 nm che possiede alcune caratteristiche dell'architettura Southern Islands.

Con questa nuova generazione di GPU AMD ha deciso di apportare un cambio alle nomenclature; d'ora in avanti le HD 6800 saranno una nuova fascia prestazionale che andrà a inserirsi tra le HD 5700 e le HD 5800, e non saranno, come molti si aspettavano, l'evoluzioni delle HD 5800 che prenderanno invece il nome di Radeon HD 6950 e HD 6970. La soluzione doppia GPU è la HD 6990 (erede della HD 5970).

Ulteriori novità di questa nuova generazione di GPU sono: il morphological anti-aliasing, una ottimizzazione nella tassellation, l'accelerazione e la riproduzione di Blu-Ray 3D e il gioco in modalità stereoscopica 3D (chiamata da AMD HD3D), e una nuova versione dell'eyefinity migliorata che permette di collegare 4 schermi con una sola scheda video.

## Radeon HD 6800
Nome in codice Barts, debuttate il 22 ottobre 2010 non sostituiscono le precedenti Radeon HD 5700 (Juniper), ma si affiancheranno ad esse. Per ora rientrano in questa fascia le Radeon HD 6850, Bart Pro (superiori per prestazioni alla 5830) e le HD 6870, Bart XT (che si posizionano tra una 5850 e una 5870).
Bisogna ricordare che le HD 6800 non sono le evoluzioni delle vecchie HD 5800, piuttosto una nuova fascia prestazionale che andrà ad inserirsi tra la HD 5700 e HD 5800. Le sostitute delle cypress HD 5800 sono invece le HD 6900 series.

## Radeon HD 6900
In questa sigla prendono posto due tipi di GPU che, in accordo con la vecchia nomenclatura, dovevano rientrare in due classi completamente diverse:
- La soluzione a singola GPU, nome in codice Cayman, presentata il 15 dicembre 2010 in due modelli: Cayman Pro (HD 6950) e Cayman XT (HD 6970), andrà a sostituire la serie HD 5800. La dimensione del chip è di 389 mm² e ha 2.64 miliardi di transistor.

Il modello Radeon HD 6970 può supportare al massimo 4 schermi, ma nel corso del 2011 alcune versioni supporteranno fino a 6 monitor collegati alla DisplayPort 1.2 a cascata o con apposito hub. La Radeon HD 6970 dispone di un'architettura VLIW4 anziché VLIW5 come per la serie HD 5800 precedente, avere 4 ALU anziché 5 permette un migliore rapporto prestazioni/mm² (10% in più della precedente generazione), si possono così aggiungere più unità SIMD pur mantenendo identica superficie. Il chip è "equipaggiato" con 24 unità SIMD ognuna con 16 processori thread. Ogni processore thread avrà 4 ALU, appunto una in meno della serie precedente HD 5800. Cayman, nella sua massima espressione, avrà quindi un totale di 1536 stream processors (cioè: 24"SIMD" × 16"processori thread" × 4"ALU" o "stream processor") e frequenza del core di 880 MHz. Ogni SIMD è legata a quattro unità texture, per un totale di 96 dell'intero chip. Come per la precedente generazione AMD usa un bus a 256 bit, chip di memoria GDDR5 da 2Gb che lavorano a 1375 MHz, ovvero i 5500 MHz e una larghezza di banda fino a 175 GB/s; e 32 ROP.
 I consumi dichiarati sono 20 W in idle e TDP a 250 W.
Il modello radeon HD 6950 avrà invece 2 engine SIMD disattivati per un totale di 1408 stream processors e 88 unità texture, memoria GDDR5 da 2 Gb a 1250 MHz (ovvero 5000 MHz e un throughput fino a 160 GB/s.). La frequenza del core si attesta a 800 MHz e il consumo massimo si aggira attorno ai 200 W. La lunghezza della scheda (27.9 cm) è la medesima della HD 6970, entrambe le schede saranno poi equipaggiate con il raffreddamento a camera di vapore, che permette una migliore dissipazione del calore.
- La Soluzione doppia GPU, Antilles, viene presentata ad inizio 2011 ed è la soluzione che va a rimpiazzare la HD 5970. Questa scheda è composta da una doppia GPU Cayman montata sullo stesso PCB.

## Modelli

### Desktop
| Modello           | Rilascio   | Nome in Codice | Architettura e Fabbricazione | Transistors (milioni) | Dimensione Die (mm²) | Configurazione Core | Clock (Mhz) | Memoria | Memoria | Memoria          | Memoria         | Fillrate     | Fillrate       | Potenza di Elaborazione (GFLOPS) | Potenza di Elaborazione (GFLOPS) | TDP (Watt) | Prezzo (USD) |
| Modello           | Rilascio   | Nome in Codice | Architettura e Fabbricazione | Transistors (milioni) | Dimensione Die (mm²) | Configurazione Core | Clock (Mhz) | MB      | Tipo    | Bandwidth (GB/s) | Velocità (GBPS) | Pixel (GP/s) | Texture (GT/s) | Precisione Singola               | Precisione Doppia                | TDP (Watt) | Prezzo (USD) |
| ----------------- | ---------- | -------------- | ---------------------------- | --------------------- | -------------------- | ------------------- | ----------- | ------- | ------- | ---------------- | --------------- | ------------ | -------------- | -------------------------------- | -------------------------------- | ---------- | ------------ |
| Radeon HD 6230    | 02/07/2011 | Park           | TeraScale 2 TSMC 40nm        | 292                   | 59                   | 80:8:4:2            | 650         | 512     | DDR2    | 10.6             | 1.3             | 2.6          | 5.2            | 104                              | N.D.                             | 19         | N.D.         |
| Radeon HD 6250    | 31/01/2011 | Cedar          | TeraScale 2 TSMC 40nm        | 292                   | 59                   | 80:8:4:2            | 650         | 512     | GDDR3   | 8.0              | 1.0             | 2.6          | 5.2            | 104                              | N.D.                             | 19         | N.D.         |
| Radeon HD 6290    | 04/12/2011 | Cedar          | TeraScale 2 TSMC 40nm        | 292                   | 59                   | 80:8:4:2            | 650         | 1024    | GDDR3   | 12.8             | 1.6             | 2.6          | 5.2            | 104                              | N.D.                             | 19         | N.D.         |
| Radeon HD 6350    | 07/02/2011 | Cedar          | TeraScale 2 TSMC 40nm        | 292                   | 59                   | 80:8:4:2            | 650         | 512     | GDDR3   | 6.4              | 0.8             | 2.6          | 5.2            | 104                              | N.D.                             | 19         | N.D.         |
| Radeon HD 6390    | 04/07/2011 | Redwood        | TeraScale 2 TSMC 40nm        | 627                   | 104                  | 320:16:8:4          | 550         | 1024    | DDR2    | 16.0             | 1.0             | 4.4          | 8.8            | 352                              | N.D.                             | 39         | N.D.         |
| Radeon HD 6450    | 07/04/2011 | Caicos         | TeraScale 2 TSMC 40nm        | 370                   | 67                   | 160:8:4:2           | 625         | 512     | GDDR5   | 25.6             | 3.2             | 2.5          | 5.0            | 200                              | N.D.                             | 18         | N.D.         |
| Radeon HD 6490    | 04/07/2011 | Redwood        | TeraScale 2 TSMC 40nm        | 627                   | 104                  | 320:16:8:4          | 550         | 1024    | DDR2    | 16.0             | 1.0             | 4.4          | 8.8            | 352                              | N.D.                             | 39         | N.D.         |
| Radeon HD 6510    | 14/05/2011 | Redwood        | TeraScale 2 TSMC 40nm        | 627                   | 104                  | 400:20:8:5          | 650         | 1024    | GDDR3   | 16.0             | 1.0             | 5.2          | 13.0           | 520                              | N.D.                             | 39         | N.D.         |
| Radeon HD 6530    | 14/05/2011 | Redwood        | TeraScale 2 TSMC 40nm        | 627                   | 104                  | 400:20:8:5          | 650         | 1024    | GDDR3   | 19.2             | 1.2             | 5.2          | 13.0           | 520                              | N.D.                             | 39         | N.D.         |
| Radeon HD 6570    | 19/04/2011 | Turks          | TeraScale 2 TSMC 40nm        | 716                   | 118                  | 480:24:8:6          | 650         | 2048    | GDDR5   | 64.0             | 4.0             | 5.2          | 15.6           | 624                              | N.D.                             | 60         | 79           |
| Radeon HD 6610    | 20/03/2013 | Redwood        | TeraScale 2 TSMC 40nm        | 627                   | 104                  | 400:20:8:5          | 650         | 1024    | GDDR3   | 25.6             | 1.6             | 5.2          | 13.0           | 520                              | N.D.                             | 39         | N.D.         |
| Radeon HD 6670    | 19/04/2011 | Turks          | TeraScale 2 TSMC 40nm        | 716                   | 118                  | 480:24:8:6          | 800         | 1024    | GDDR5   | 64.0             | 4.0             | 6.4          | 19.2           | 768                              | N.D.                             | 66         | 99           |
| Radeon HD 6750    | 21/01/2011 | Juniper        | TeraScale 2 TSMC 40nm        | 1040                  | 166                  | 720:36:16:9         | 700         | 1024    | GDDR5   | 73.6             | 4.6             | 11.2         | 25.2           | 1008                             | N.D.                             | 86         | N.D.         |
| Radeon HD 6770    | 21/01/2011 | Juniper        | TeraScale 2 TSMC 40nm        | 1040                  | 166                  | 800:40:16:10        | 850         | 1024    | GDDR5   | 76.8             | 4.8             | 13.6         | 34.0           | 1360                             | N.D.                             | 108        | 129          |
| Radeon HD 6790    | 04/04/2011 | Barts          | TeraScale 2 TSMC 40nm        | 1700                  | 255                  | 800:40:16:10        | 840         | 1024    | GDDR5   | 134.4            | 4.2             | 13.4         | 33.6           | 1344                             | N.D.                             | 150        | 149          |
| Radeon HD 6850    | 21/10/2010 | Barts          | TeraScale 2 TSMC 40nm        | 1700                  | 255                  | 960:48:32:12        | 775         | 1024    | GDDR5   | 128.0            | 4.0             | 24.8         | 37.2           | 1488                             | N.D.                             | 127        | 179          |
| Radeon HD 6850 X2 | 19/09/2011 | Barts          | TeraScale 2 TSMC 40nm        | 1700                  | 255                  | 960:48:32:12 x2     | 800         | 2048 x2 | GDDR5   | 134.4 x2         | 4.2             | 25.6 x2      | 38.4 x2        | 1536 x2                          | N.D.                             | 254        | N.D.         |
| Radeon HD 6870    | 21/10/2010 | Barts          | TeraScale 2 TSMC 40nm        | 1700                  | 255                  | 1120:56:32:14       | 900         | 1024    | GDDR5   | 134.4            | 4.2             | 28.8         | 50.4           | 2016                             | N.D.                             | 151        | 239          |
| Radeon HD 6870 X2 | 08/07/2011 | Barts          | TeraScale 2 TSMC 40nm        | 1700                  | 255                  | 1120:56:32:14 x2    | 900         | 1024 x2 | GDDR5   | 134.4 x2         | 4.2             | 28.8 x2      | 50.4 x2        | 2016 x2                          | N.D.                             | 300        | 520          |
| Radeon HD 6930    | 01/12/2011 | Cayman         | TeraScale 3 TSMC 40nm        | 2640                  | 389                  | 1280:80:32:20       | 750         | 1024    | GDDR5   | 153.6            | 4.8             | 24.0         | 60.0           | 1920                             | 480 (1:4)                        | 186        | 180          |
| Radeon HD 6950    | 14/12/2010 | Cayman         | TeraScale 3 TSMC 40nm        | 2640                  | 389                  | 1408:88:32:22       | 800         | 2048    | GDDR5   | 160.0            | 5.0             | 25.6         | 70.4           | 2253                             | 563 (1:4)                        | 200        | 299          |
| Radeon HD 6970    | 14/12/2010 | Cayman         | TeraScale 3 TSMC 40nm        | 2640                  | 389                  | 1536:96:32:24       | 880         | 2048    | GDDR5   | 176.0            | 5.5             | 28.1         | 84.4           | 2703                             | 675 (1:4)                        | 250        | 369          |
| Radeon HD 6990    | 08/03/2011 | Antilles       | TeraScale 3 TSMC 40nm        | 2640                  | 389                  | 1536:96:32:24 x2    | 830         | 2048 x2 | GDDR5   | 160.0            | 5.0             | 26.5         | 79.6           | 2550                             | 637 (1:4)                        | 375        | 699          |

### Mobile
| Modello         | Rilascio   | Nome in Codice | Architettura e Fabbricazione | Transistors (milioni) | Dimensione Die (mm²) | Configurazione Core | Clock (Mhz) | Memoria | Memoria | Memoria          | Memoria         | Fillrate     | Fillrate       | Potenza di Elaborazione (GFLOPS) | Potenza di Elaborazione (GFLOPS) | TDP (Watt) |
| Modello         | Rilascio   | Nome in Codice | Architettura e Fabbricazione | Transistors (milioni) | Dimensione Die (mm²) | Configurazione Core | Clock (Mhz) | MB      | Tipo    | Bandwidth (GB/s) | Velocità (GBPS) | Pixel (GP/s) | Texture (GT/s) | Precisione Singola               | Precisione Doppia                | TDP (Watt) |
| --------------- | ---------- | -------------- | ---------------------------- | --------------------- | -------------------- | ------------------- | ----------- | ------- | ------- | ---------------- | --------------- | ------------ | -------------- | -------------------------------- | -------------------------------- | ---------- |
| Radeon HD 6330M | 26/11/2010 | Robson         | TeraScale 2 TSMC 40nm        | 292                   | 59                   | 80:8:4:2            | 500         | 1024    | GDDR5   | 12.8             | 1.6             | 2.0          | 4.0            | 80                               | N.D.                             | 7          |
| Radeon HD 6350M | 26/11/2010 | Robson         | TeraScale 2 TSMC 40nm        | 292                   | 59                   | 80:8:4:2            | 500         | 1024    | GDDR3   | 12.8             | 1.6             | 2.0          | 4.0            | 80                               | N.D.                             | 7          |
| Radeon HD 6370M | 26/11/2010 | Robson         | TeraScale 2 TSMC 40nm        | 292                   | 59                   | 80:8:4:2            | 750         | 1024    | GDDR3   | 12.8             | 1.6             | 3.0          | 6.0            | 120                              | N.D.                             | 11         |
| Radeon HD 6430M | 04/01/2011 | Seymour        | TeraScale 2 TSMC 40nm        | 370                   | 67                   | 160:8:4:2           | 480         | 1024    | DDR3    | 12.8             | 1.6             | 1.9          | 3.8            | 153                              | N.D.                             | N.D.       |
| Radeon HD 6450M | 04/01/2011 | Seymour        | TeraScale 2 TSMC 40nm        | 370                   | 67                   | 160:8:4:2           | 600         | 1024    | DDR3    | 12.8             | 1.6             | 2.4          | 4.8            | 192                              | N.D.                             | N.D.       |
| Radeon HD 6470M | 04/01/2011 | Seymour        | TeraScale 2 TSMC 40nm        | 370                   | 67                   | 160:8:4:2           | 700         | 512     | DDR3    | 12.8             | 1.6             | 2.8          | 5.6            | 224                              | N.D.                             | 25         |
| Radeon HD 6490M | 04/01/2011 | Seymour        | TeraScale 2 TSMC 40nm        | 370                   | 67                   | 160:8:4:2           | 800         | 512     | GDDR5   | 25.6             | 3.2             | 3.2          | 6.4            | 256                              | N.D.                             | N.D.       |
| Radeon HD 6530M | 26/11/2010 | Capilano       | TeraScale 2 TSMC 40nm        | 627                   | 104                  | 400:20:8:5          | 450         | 1024    | DDR3    | 28.8             | 1.8             | 3.6          | 9.0            | 360                              | N.D.                             | 26         |
| Radeon HD 6550M | 26/11/2010 | Capilano       | TeraScale 2 TSMC 40nm        | 627                   | 104                  | 400:20:8:5          | 600         | 1024    | DDR3    | 28.8             | 1.8             | 4.8          | 12.0           | 480                              | N.D.                             | 26         |
| Radeon HD 6570M | 26/11/2010 | Capilano       | TeraScale 2 TSMC 40nm        | 627                   | 104                  | 400:20:8:5          | 650         | 1024    | GDDR5   | 57.6             | 3.6             | 5.2          | 13.0           | 520                              | N.D.                             | 30         |
| Radeon HD 6610M | 04/01/2011 | Whistler       | TeraScale 2 TSMC 40nm        | 716                   | 104                  | 480:24:8:6          | 450         | 1024    | DDR3    | 25.6             | 1.6             | 3.6          | 10.8           | 432                              | N.D.                             | 26         |
| Radeon HD 6625M | 04/01/2011 | Whistler       | TeraScale 2 TSMC 40nm        | 716                   | 104                  | 480:24:8:6          | 450         | 1024    | DDR3    | 25.6             | 1.6             | 3.6          | 10.8           | 432                              | N.D.                             | 26         |
| Radeon HD 6630M | 04/01/2011 | Whistler       | TeraScale 2 TSMC 40nm        | 716                   | 104                  | 480:24:8:6          | 500         | 1024    | DDR3    | 25.6             | 1.6             | 4.0          | 12.0           | 480                              | N.D.                             | 26         |
| Radeon HD 6650M | 04/01/2011 | Whistler       | TeraScale 2 TSMC 40nm        | 716                   | 104                  | 480:24:8:6          | 600         | 1024    | DDR3    | 25.6             | 1.6             | 4.8          | 14.4           | 576                              | N.D.                             | N.D.       |
| Radeon HD 6730M | 04/01/2011 | Whistler       | TeraScale 2 TSMC 40nm        | 716                   | 104                  | 480:24:8:6          | 725         | 1024    | GDDR3   | 25.6             | 1.6             | 5.8          | 17.4           | 696                              | N.D.                             | 35         |
| Radeon HD 6750M | 04/01/2011 | Whistler       | TeraScale 2 TSMC 40nm        | 716                   | 104                  | 480:24:8:6          | 600         | 1024    | GDDR3   | 25.6             | 1.6             | 4.8          | 14.4           | 576                              | N.D.                             | 35         |
| Radeon HD 6770M | 04/01/2011 | Whistler       | TeraScale 2 TSMC 40nm        | 716                   | 104                  | 480:24:8:6          | 725         | 1024    | GDDR5   | 57.6             | 3.6             | 5.8          | 17.4           | 696                              | N.D.                             | 35         |
| Radeon HD 6830M | 04/01/2011 | Granville      | TeraScale 2 TSMC 40nm        | 1040                  | 166                  | 800:40:16:10        | 575         | 1024    | DDR3    | 25.6             | 1.6             | 9.2          | 23.0           | 920                              | N.D.                             | 39         |
| Radeon HD 6850M | 04/01/2011 | Granville      | TeraScale 2 TSMC 40nm        | 1040                  | 166                  | 800:40:16:10        | 675         | 1024    | GDDR3   | 25.6             | 1.6             | 10.8         | 27.0           | 1080                             | N.D.                             | 50         |
| Radeon HD 6870M | 04/01/2011 | Granville      | TeraScale 2 TSMC 40nm        | 1040                  | 166                  | 800:40:16:10        | 675         | 1024    | GDDR5   | 64.0             | 4.0             | 10.8         | 27.0           | 1080                             | N.D.                             | 50         |
| Radeon HD 6950M | 04/01/2011 | Blackcomb      | TeraScale 2 TSMC 40nm        | 1700                  | 212                  | 960:48:32:12        | 580         | 1024    | GDDR5   | 115.2            | 3.6             | 18.5         | 27.8           | 1114                             | N.D.                             | 50         |
| Radeon HD 6970M | 04/01/2011 | Blackcomb      | TeraScale 2 TSMC 40nm        | 1700                  | 212                  | 960:48:32:12        | 680         | 1024    | GDDR5   | 115.2            | 3.6             | 21.7         | 32.6           | 1306                             | N.D.                             | 75         |
| Radeon HD 6990M | 12/07/2011 | Blackcomb      | TeraScale 2 TSMC 40nm        | 1700                  | 212                  | 1120:56:32:14       | 715         | 2048    | GDDR5   | 115.2            | 3.6             | 22.8         | 40.04          | 1602                             | N.D.                             | 100        |

### Annotazioni
1. ↑  Shading Units:TMUs:ROPs:Compute Units
2. ↑  Shading Units:TMUs:ROPs:Compute Units

### Fonti
1. ↑  Scambio di nomi tra architetture
2. ↑  Addio al marchio ATI
3. ↑   techpowerup.com,  https://www.techpowerup.com/gpu-specs/radeon-hd-6230.c2070.
4. ↑   techpowerup.com,  https://www.techpowerup.com/gpu-specs/radeon-hd-6250.c2066.
5. ↑   techpowerup.com,  https://www.techpowerup.com/gpu-specs/radeon-hd-6290.c2069.
6. ↑   techpowerup.com,  https://www.techpowerup.com/gpu-specs/radeon-hd-6350.c302.
7. ↑   techpowerup.com,  https://www.techpowerup.com/gpu-specs/radeon-hd-6390.c2068.
8. ↑   techpowerup.com,  https://www.techpowerup.com/gpu-specs/radeon-hd-6450.c402.
9. ↑   techpowerup.com,  https://www.techpowerup.com/gpu-specs/radeon-hd-6490.c2475.
10. ↑   techpowerup.com,  https://www.techpowerup.com/gpu-specs/radeon-hd-6510.c2067.
11. ↑   techpowerup.com,  https://www.techpowerup.com/gpu-specs/radeon-hd-6530.c2361.
12. ↑   techpowerup.com,  https://www.techpowerup.com/gpu-specs/radeon-hd-6570.c277.
13. ↑   techpowerup.com,  https://www.techpowerup.com/gpu-specs/radeon-hd-6610.c2264.
14. ↑   techpowerup.com,  https://www.techpowerup.com/gpu-specs/radeon-hd-6670.c406.
15. ↑   techpowerup.com,  https://www.techpowerup.com/gpu-specs/radeon-hd-6750.c279.
16. ↑   techpowerup.com,  https://www.techpowerup.com/gpu-specs/radeon-hd-6770.c280.
17. ↑   techpowerup.com,  https://www.techpowerup.com/gpu-specs/radeon-hd-6790.c283.
18. ↑   techpowerup.com,  https://www.techpowerup.com/gpu-specs/radeon-hd-6850.c255.
19. ↑   techpowerup.com,  https://www.techpowerup.com/gpu-specs/radeon-hd-6850-x2.c1698.
20. ↑   techpowerup.com,  https://www.techpowerup.com/gpu-specs/radeon-hd-6870.c256.
21. ↑   techpowerup.com,  https://www.techpowerup.com/gpu-specs/radeon-hd-6870-x2.c1174.
22. ↑   techpowerup.com,  https://www.techpowerup.com/gpu-specs/radeon-hd-6930.c306.
23. ↑   techpowerup.com,  https://www.techpowerup.com/gpu-specs/radeon-hd-6950.c405.
24. ↑   techpowerup.com,  https://www.techpowerup.com/gpu-specs/radeon-hd-6970.c258.
25. ↑   techpowerup.com,  https://www.techpowerup.com/gpu-specs/radeon-hd-6990.c275.
26. ↑   techpowerup.com,  https://www.techpowerup.com/gpu-specs/radeon-hd-6330m.c337.
27. ↑   techpowerup.com,  https://www.techpowerup.com/gpu-specs/radeon-hd-6350m.c336.
28. ↑   techpowerup.com,  https://www.techpowerup.com/gpu-specs/radeon-hd-6370m.c335.
29. ↑   techpowerup.com,  https://www.techpowerup.com/gpu-specs/radeon-hd-6430m.c334.
30. ↑   techpowerup.com,  https://www.techpowerup.com/gpu-specs/radeon-hd-6450m.c333.
31. ↑   techpowerup.com,  https://www.techpowerup.com/gpu-specs/radeon-hd-6470m.c332.
32. ↑   techpowerup.com,  https://www.techpowerup.com/gpu-specs/radeon-hd-6490m.c414.
33. ↑   techpowerup.com,  https://www.techpowerup.com/gpu-specs/radeon-hd-6530m.c330.
34. ↑   techpowerup.com,  https://www.techpowerup.com/gpu-specs/radeon-hd-6550m.c329.
35. ↑   techpowerup.com,  https://www.techpowerup.com/gpu-specs/radeon-hd-6570m.c1211.
36. ↑   techpowerup.com,  https://www.techpowerup.com/gpu-specs/radeon-hd-6610m.c1734.
37. ↑   techpowerup.com,  https://www.techpowerup.com/gpu-specs/radeon-hd-6625m.c2207.
38. ↑   techpowerup.com,  https://www.techpowerup.com/gpu-specs/radeon-hd-6630m.c327.
39. ↑   techpowerup.com,  https://www.techpowerup.com/gpu-specs/radeon-hd-6650m.c326.
40. ↑   techpowerup.com,  https://www.techpowerup.com/gpu-specs/radeon-hd-6730m.c325.
41. ↑   techpowerup.com,  https://www.techpowerup.com/gpu-specs/radeon-hd-6750m.c324.
42. ↑   techpowerup.com,  https://www.techpowerup.com/gpu-specs/radeon-hd-6770m.c323.
43. ↑   techpowerup.com,  https://www.techpowerup.com/gpu-specs/radeon-hd-6830m.c322.
44. ↑   techpowerup.com,  https://www.techpowerup.com/gpu-specs/radeon-hd-6850m.c1193.
45. ↑   techpowerup.com,  https://www.techpowerup.com/gpu-specs/radeon-hd-6870m.c320.
46. ↑   techpowerup.com,  https://www.techpowerup.com/gpu-specs/radeon-hd-6950m.c319.
47. ↑   techpowerup.com,  https://www.techpowerup.com/gpu-specs/radeon-hd-6970m.c318.
48. ↑   techpowerup.com,  https://www.techpowerup.com/gpu-specs/radeon-hd-6990m.c317.